# Canal de Peary

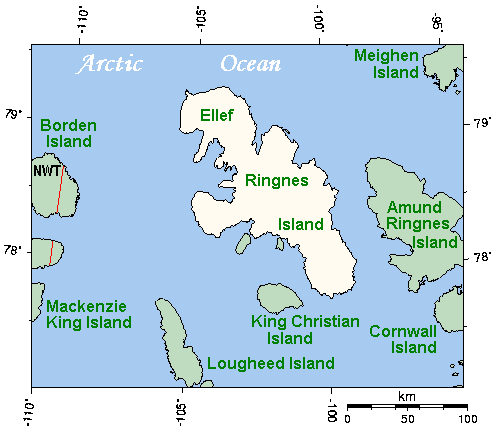
Localización del canal de Peary, en el archipiélago ártico canadiense.

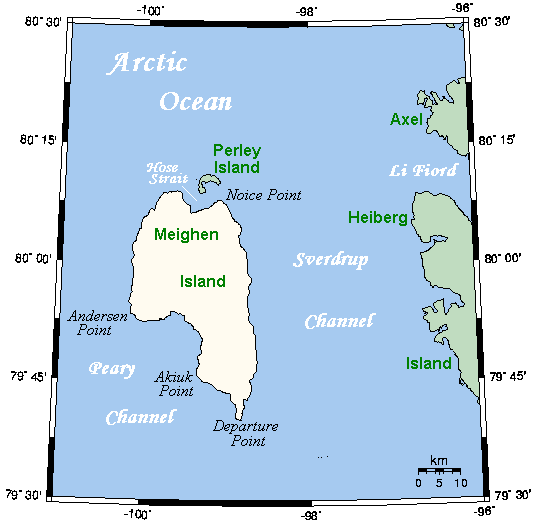
Localización del canal de Peary.

El canal de Peary es un brazo del Océano Ártico localizado en el archipiélago ártico canadiense, que se extiende hacia el sureste entre la isla Meighen al norte, la isla Axel Heiberg al este, la isla Amund Ringnes al sureste y la isla Ellef Ringnes al sur. Tiene una longitud de unos 193 km aproximadamente y una anchura de 97 km.
Administrativamente, pertenece al territorio de Nunavut. Lleva su nombre en honor del explorador estadounidense del ártico Robert Peary, uno de los conquistadores del Polo Norte.